# Tegira
Tegira (Τέγυρα) è una località che si trova nei pressi del lago di Copaide, non lontano da Orcomeno in Beozia orientale.
È celebre nella storia dell'antica Grecia perché ivi si svolse, nel 375, una battaglia tra l'esercito di Sparta e quello di Tebe comandato da Pelopida, con quest'ultimo che s'impose nel combattimento.